# Teorema de equivalência de Lax
Em análise numérica, o Teorema de Equivalência de Lax é o teorema fundamental na análise do Método das diferenças finitas para a solução numérica de equações diferenciais parciais. O teorema diz que para um problema de valor inicial bem-posto e um método de discretização consistente, estabilidade é condição necessária e suficiente para a convergência.
O teorema mostra que para analisar um problema de valor inicial ou que dependa do tempo, duas tarefas devem ser feitas:
1. Analisar a condição de consistência; isto leva a determinação do erro de truncamento e sua ordem.
2. Analisar as propriedades de estabilidade.

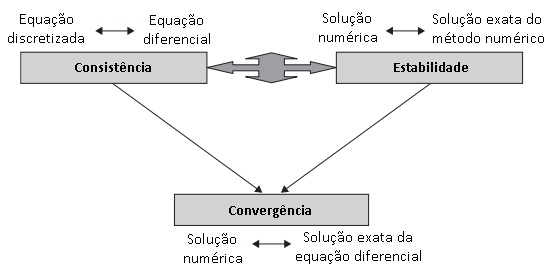
Relações entre consistência, estabilidade e convergência

Neste teorema, o que se deseja é que haja a convergência da solução numérica(solução do método) para a solução da equação diferencial, mas isto é normalmente difícil de estabelecer porque o método numérico é definido por uma Relação de recorrência, enquanto que a equação diferencial envolve uma função diferenciável. Contudo, consistência  e estabilidade, são bem mais fáceis de serem provados do que a convergência, a qual seria necessário provar que os erros de round-off não destroem a solução numérica, por isso, a convergência geralmente é mostrada através do teorema de equivalência de Lax.